# Château d'eau d'Ascq
Le château d'eau d'Ascq est un château d'eau situé dans l'ancien village d'Ascq, aujourd'hui quartier de Villeneuve-d'Ascq, à proximité de la route départementale 941.

## Historique
Le château d'eau a été construit en 1936.

## Couleurs
Entièrement blanc dans les années 1980, on lui a rajouté au début des années 2000 trois bandes au dernier étage, une bleue, une jaune et une rouge.
En avril 2009, il a été repeint avec un fond de couleur pastel orange à partir du sol, bleu ciel jusqu'au dernier étage.
En juin 2009, l'équipe d'Adeline Paule, originaire du Sud-Ouest, a peint sur le château un dessin représentant le cycle de l'eau, depuis le sommet des montagnes jusqu'aux lits des rivières. Ce dessin, réalisé par un écolier villeneuvois, provient d'un concours lancé par la société des Eaux du Nord en 2007, « Je protège l'eau dans ma ville ».

## Divers
Le château d'eau est visible de loin, notamment de la ligne du TGV Nord Lille-Paris et de l'aéroport de Lesquin. 